# Gabriel Jars
Antoine-Gabriel Jars (* 26. Januar 1732 in Lyon; † 20. August 1769 in Clermont-Ferrand) war ein französischer Ingenieur und Metallurg. Zusammen mit dem Industriellen François Ignace de Wendel entwickelte er ein Gussverfahren, in dem Steinkohlekoks die bis dato verwendete Holzkohle ersetzte. Dieses Verfahren, über das zuvor nur die englische Industrie verfügte, erlaubte höhere Qualitäten.

## Herkunft, Ausbildung und Reisen
Gabriel Jars (auch "der Jüngere" genannt) war der zweite Sohn des Kupferminen-Direktors von Chessy und Sain-Bel, Gabriel Jars und seiner Frau Jeanne-Marie Valioud. Er war einer von wenigen Schülern, die Daniel-Charles Trudaine wegen seiner Begabungen aufnahm, um sich mit ihnen auf spezielle Themen der Metallurgie zu fokussieren. Die Gruppe unternahm zu diesem Zweck mehrere Studienreisen durch Europa, was Jars' weitere Arbeit prägte.
1751 trat er in die École Nationale des Ponts et Chaussées, die älteste technische Hochschule Europas, ein. Hier erlernte er technisches Zeichnen und Landvermessung, nachdem er zuvor die Jesuitenschule von Lyon abgeschlossen hatte. Der Bergmann Koenig, ein damals bekannter aus Sachsen stammender Mineningenieur und Bergwerksdirektor in Poullaouen und Huelgoat, unterwies Jars zusammen mit Jean-Pierre-François Guillot-Duhamel in der deutschen Sprache und im praktischen bergbaulichen Betrieb. Nachdem ihn seine Tätigkeit durch Frankreich geführt und ihm erlaubt hatte, unterschiedliche französische Bergbaubetriebe und Einrichtungen, z. B. in Poullaouen, Pontpéan, Ingrande (Ölförderung) im Anjou, Sainte-Marie-aux-Mines zu besuchen und zu studieren, widmete er sich von 1757 bis 1759 gemeinsam mit Jean-Pierre-François Guillot-Duhamel Minenbesuchen in Sachsen, Salzburg, Böhmen, Ungarn, Tirol, Kärnten und der Steiermark. Danach kehrte er in den elterlichen Betrieb zurück.
1765 besuchte er England und das zu jener Zeit im Hüttenwesen führende Schottland, von wo aus er über die innovativen Prozesse der Minenfabrikation berichtete. Von hier brachte er auch seine Ideen zur Entwicklung eines überlegenen Gussverfahrens mit, in dem Steinkohlekoks die bis dato verwendete Holzkohle ersetzte. Im Jahre 1766 folgten Reisen nach Holland, in den Harz, nach Hannover, Sachsen, Norwegen und Schweden. Nachdem er bereits am 10. Januar 1761 zum Korrespondenten der Akademie der Wissenschaften ernannt worden war, wurde er am 19. Mai 1768 zum Titularmitglied ernannt – gegen Antoine Laurent de Lavoisier, obgleich jener an erster Stelle aufgestellt worden war. Die Regierung belohnte Antoine Gabriel Jars damit für seine der Minenindustrie und Metallurgie geleisteten Dienste.

## Innovationen und Karriere in Frankreich
Trotz seiner Reisen fand Jars Zeit in Saint-Bel zu experimentieren und die Anwendung seiner Erfahrungen zu erproben. Er demonstrierte die erstmalige Anwendung von Koks in der Kupferschmelze in Frankreich sowie das Koks-Gussverfahren (1769). Als er dies in einem Experiment auf dem Firmengelände der Industriellenfamilie Wendel in Hayange wiederholte, wurde es nicht sofort übernommen. Gleichwohl bürgerten sich „die englischen Prozeduren“ danach erfolgreich in Frankreich ein. In die Zeit von Jars' industriellem Austausch fiel auch das Wirken des berühmten Ingenieurs und Artilleriegenerals Jean-Baptiste Vaquette, Vicomte de Gribeauval, der 1765 das Artilleriekorps und das Amt für Bergbauwesen modernisierte, indem er die Zahl der Kanonenkaliber reduzierte und diese normierte, während sich André Fougeroux de Secval sich in einer Reihe von Hüttenbetrieben aufhielt, um die Qualität von Material und Prozessen zum Nutzen der Armee zu verbessern. Auch hierfür leitete Jars Grundlagenarbeit.
Jars' Berichte und Veröffentlichungen wurden zunächst von der französischen Regierung unter Verschluss gehalten, da man befürchtete, die Erkenntnisse könnten anderen Regierungen industriell weiterhelfen und der Waffenproduktion dienen. Die von ihm verfassten Bücher, darunter die Voyages métallurgiques in 3 Bänden, wurden erst nach seinem frühen Tod von seinem älteren Bruder Gabriel Jars („dem Älteren“) herausgegeben. Ein weiteres Verdienst von Gabriel Jars ist die natürliche Belüftung von Minen. Außerdem gilt er als „Vater von Le Creusot“, des Industriestandortes. Kurz vor seinem Tod bereiste Gabriel Jars im Jahre 1768 als Ingenieur und Korrespondent der Akademie der Wissenschaften die Minen von Mont Cenis in der Bourgogne. Er bemerkte ein größeres Kohlevorkommen und demonstrierte dem Eigentümer François de la Chaise, die Art, wie in England aus Kohle Koks gewonnen wurde. Er erachtete es als Erster für sinnvoll, das Tal des Riaux – reich an Kohle und an Gewerbetreibenden – mit der Straße nach Chalon und die in die Loire mündenden Flüsse Saône und Arroux zu vernetzen.
Antoine-Gabriel Jars ist in Clermont im Alter von nur 37 Jahren an einem Sonnenstich gestorben, den er während des Studierens basaltischer Formationen in der Umgebung von Langeac erlitt.